# Gruppo Falck

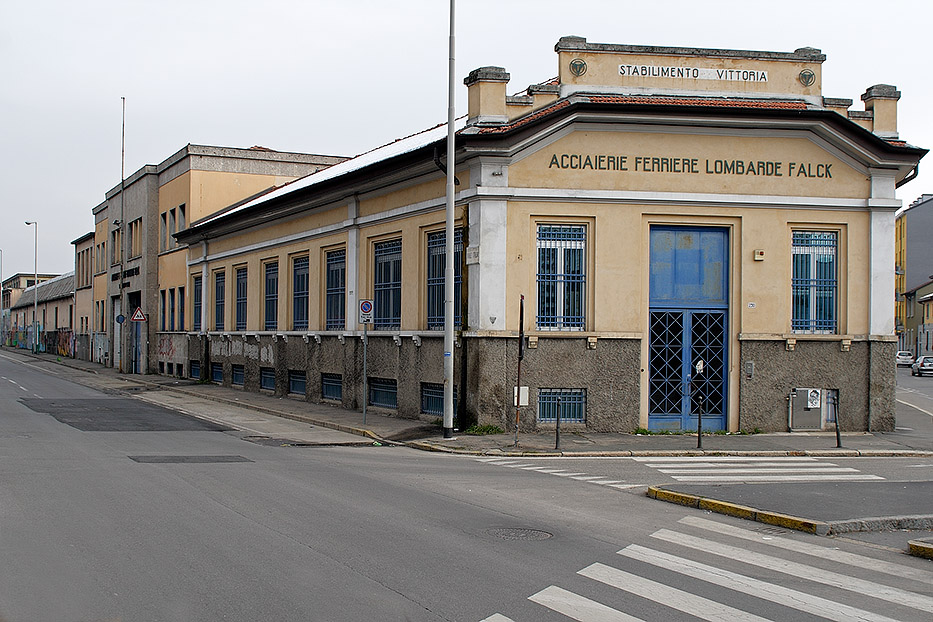
Ehemaliges Verwaltungsgebäude von Falck

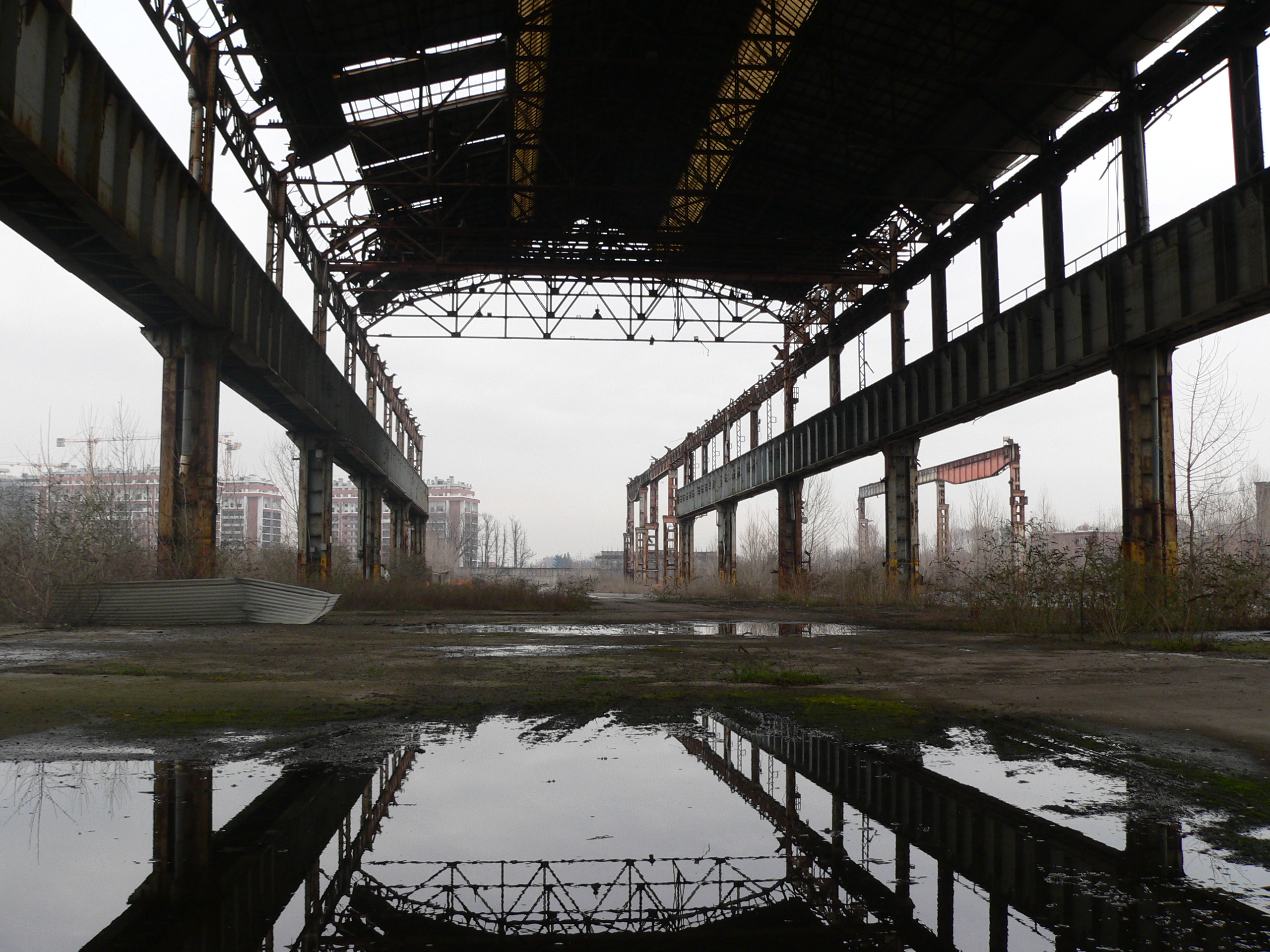
Ehemaliges Betriebsgebäude bei Sesto San Giovanni

Die Falck-Gruppe ist ein italienisches Unternehmen und hat seinen Sitz in Sesto San Giovanni. Es wurde 1906 gegründet und ist eines der ältesten italienischen Unternehmen in der Stahlindustrie.

## Geschichte
Die Geschichte der Firma geht zurück auf Georges Henri Falck, einen elsässischen Ingenieur und Stahlspezialisten. Er wurde 1833 mit der Leitung der Stahlfabrik der Familie Rubini in Dongo (Provinz Como, Lombardei) beauftragt. 1906 gründete Falcks Enkel Giorgio Enrico Falck die Società Anonima Acciaierie & Ferriere Lombarde und verlagerte die Produktion nach Sesto San Giovanni, einem Vorort von Mailand. Strategisch war die Lage besser, da die Zulieferung von deutscher Kohle mittels Bahnverbindung gewährleistet war und Wasser aus einem nahegelegenen Fluss bezogen werden konnte.
Die Firma erlebte eine Blüte in der Vorkriegsperiode und war eine der ersten italienischen Firmen, die in ihren Werken Wasserkraftturbinen zur Stromerzeugung benutzten. Auch dank des Marshall-Plans erholte sich die Firma nach dem Zweiten Weltkrieg schnell und hatte 1963 bereits 16.000 Angestellte. Die börsennotierte Firma war 1971 Italiens größter Stahlproduzent. Die italienischen Fahrradhersteller Basso, Dancelli, Legnano und Rabeneick verbauten Falck-Rohre (Falck Libellula).
Anfang der 1990er brach der Stahlmarkt ein und die Gruppo Falck litt stark unter den Strukturveränderungen und stellte die gesamte Produktion um. Heute produziert das Nachfolgeunternehmen unter anderem Bauteile für Windkraftanlagen.

### Falck Tubi
Falck Tubi war als Sparte des größten italienischen Stahlhersteller Gruppo Falck ein italienischer Hersteller von Stahlrohren für den Fahrradrahmenbau und die Fahrradsparte. Die Firma stellte in den 1970er und 1980er Jahren Rohrsätze für den Rahmenbau her. Außer Columbus Tubi, dem italienischen Marktführer, Reynolds, einem britischen, und Tange International, einem japanischen Hersteller, war Falck einer der führenden Hersteller von Stahlrohren für Rennradrahmen. Da Falck seine Decals dezent oder gar nicht an den Rohren anbrachte, war die Firma als Hersteller von Rahmenrohren wenig bekannt.